# Valle (Vicedo)
Valle (llamada oficialmente San Román de Vale) es una parroquia española del municipio de Vicedo, en la provincia de Lugo, Galicia.

## Otras denominaciones
La parroquia también es conocida por los nombres de San Román de Val y San Román de Valle.

## Organización territorial
La parroquia está formada por dieciséis entidades de población:

### Entidades de población
Entidades de población que forman parte de la parroquia:
- Abelaedo (O Abelaedo)
- Cabo de Vila
- Costa (A Costa)
- Fradería (A Fradería)
- Lama (A Lama)
- Moreiras
- Pazo (O Pazo)
- Pena (A Pena)
- Pontellas
- Regaedo
- Sixto (O Sisto)
- Suasbarras
- Suavila
- Vilagudín
- Vilela

### Despoblado
Despoblado que forma parte de la parroquia:
- Vilar (O Vilar)

## Demografía
| Gráfica de evolución demográfica de Valle entre 2000 y 2021 |
|                                                             |
| Datos según el nomenclátor publicado por el INE.            |